# Kawelu Planitia (quadrangle)

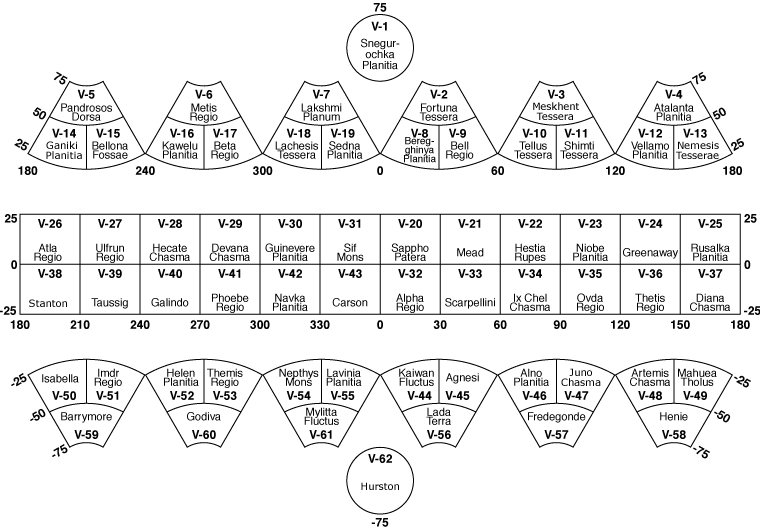
Quadrangles op Venus op schaal 1 : 5.000.000

Kawelu Planitia (V–16; breedtegraad 25°–50° N, lengtegraad 240°–270° E) is een quadrangle op de planeet Venus. Het is een van de 62 quadrangles op schaal 1 : 5.000.000. Het quadrangle werd genoemd naar het gelijknamige laagland, dat op zijn beurt is genoemd naar Kawelu, een Hawaïaanse prinses en heldin uit de volksverhalen.
Het quadrangle bevat enkele grote laagvlaktes in het westen en het noordoosten. Zowel in het oosten als in het zuiden bevindt zich complex heuvelachtig terrein, tesserae genoemd. In het westen rond de schildvulkaan Sekmet Mons is een enorm complex van samengevoegde lavastroomvelden zichtbaar, dat ook gedeeltelijk in het quadrangle Bellona Fossae (V-15) verder gaat. De oorsprong van deze lavavelden komt niet enkel van Sekmet Mons maar ook van twee andere geïdentificeerde vulkanische centra.

## Geologische structuren in Kawelu Planitia
Chasma
- Latona Chasma
- Mist Chasma

Colles
- Nahete Colles

Coronae
- Junkgowa Corona
- Mawu Corona
- Nalwanga Corona
- Zamin Corona

Dorsa
- Hemera Dorsa

Fossae
- Arianrod Fossae

Fluctus
- Strenia Fluctus
- Zipaltonal Fluctus

Inslagkraters
- Dafina
- Gentileschi
- Nicole
- Phaedra
- Pirkko
- Sanija
- Terhi
- Vlasta

Montes
- Polik-mana Mons
- Sekmet Mons

Paterae
- Davies Patera
- Lindgren Patera
- Nikolaeva Patera

Planitiae
- Guinevere Planitia
- Kawelu Planitia

Regiones
- Asteria Regio

Tesserae
- Sudenitsa Tesserae
- Yuki-Onne Tessera

Tholi
- Ashtart Tholus